# Usagi Drop
Usagi Drop (うさぎドロップ Usagi Doroppu?), llamada a veces "Bunny Drop", es un manga josei escrito por Yumi Unita. Se serializó en la revista mensual Feel Young desde octubre de 2005 a abril de 2011, y los capítulos fueron publicados en formato Wideban por Shodensha. La serie fue adaptada al anime por Production I.G y empezó su emisión el 8 de julio de 2011. Una película con actores reales se estrenó en Japón el 20 de agosto de 2011. Un spin-off hecho por Unita empezó a serializarse en la edición de julio de 2011 de Feel Young. La historia trata de un hombre de 30 años llamado Daikichi que se convierte en el tutor de Rin, la hija de seis años ilegítima de su abuelo.

## Argumento
Cuando Daikichi, un hombre de 30 años, vuelve a casa por el funeral de su abuelo, conoce a Rin, la hija ilegítima de su abuelo con una mujer desconocida, una niña de 6 años. La niña es una vergüenza para todos los familiares y nadie se preocupa por ella. Daikichi, molesto por la actitud de sus familiares, decide quedarse a cargo de Rin, a pesar de ser soltero y no tener experiencia con los niños. Mientras Rin se convierte en parte de su vida, Daikichi descubre lo duro que es criar a un niño él solo. 

## Personajes
Daikichi Kawachi (河地大吉 Kawachi Daikichi?)
Daikichi es un hombre soltero de 30 y el tutor de Rin. Con Rin en casa, Daikichi deja de fumar, limpia la casa y reduce su horario laboral. A pesar de su modo de vida irresponsable, Daikichi es un gran trabajador, considerado el mejor en su departamento. No tiene muy claro como cuidar a Rin, y tiene que pedir consejo a sus compañeros de trabajo o a Nitani. Según Yumi Unita, algunos de los problemas que Daikichi tiene que afrontar se basaron en su propia experiencia personal. Está doblado por Hiroshi Tsuchida en el anime e interpretado por Kenichi Matsuyama en la película.
Rin Kaga (鹿賀りん Kaga Rin?)
Rin es una niña de seis años y la hija ilegítima del abuelo de Daikichi, Souichi Kaga (鹿賀宋一 Kaga Souichi?) y la mangaka Masako Yoshi (吉井正子 Yoshi Masako?). Masako la abandonó por el bien de su carrera. Ella es muy independiente y madura, y siempre intenta resolver sus problemas ella misma. Viviendo con Daikichi, desarrolla la afición de cocinar para él. Está doblada por Ayu Matsuura en el anime e interpretada por Mana Ashida en la película.
Kouki Nitani (二谷コウキ Nitani Kōki?)
Kouki es un chico que se hace amigo de Rin. Es inmaduro, pero se encariña con ella porque ambos tienen un solo padre. Está doblado por Noa Sakai.
Madre de Kouki Nintani
Siempre se refieren a ella por su apellido Nitani. Es una mujer divorciada de 30 años. Le da consejos a Daikichi sobre criar a Rin. Nitani está doblada por Sayaka Ohara.

## Contenido de la obra

### Manga
Usagi Drop está escrito e ilustrado por Yumi Unita. La serie estuvo serializada por Shodensha en la revista josei mensual Feel Young entre octubre de 2005 y abril de 2011. La primera parte del manga, agrupada en los primeros cuatro volúmenes, concluyó en la edición de abril de 2008. La segunda parte, transcurridos diez años desde la primera, empieza a partir de ahí. Los capítulos se agruparon en nueve volúmenes Wideban, El noveno volumen salió a la venta el 8 de julio de 2011.

### Película
En junio de 2010, se anunció la producción de una adaptación en imagen real. La película, dirigida por Sabu, se estrenó en las pantallas el 20 de agosto de 2011.

### Anime
Una serie de anime producida por Production I.G y dirigida por Kanta Kamei empezó su emisión en la franja horaria de noitaminA el 8 de julio de 2011. Anime Onegai obtuvo la licencia de la serie en América Latina.

#### Producción
| - Director - Kanta Kamei - Composición y Guion - Taku Kishimoto - Diseño de personajes y Director de animación jefe - Tasuku Yamashita - Diseño de objetos - Ayako Hata - Director artístico - Ichirou Tatsuta (Studio Fuga) - Diseño de color- Miho Tanaka (Run Road) - Efectos especiales - Masahiro Murakami - Director de fotografía - Hiroshi Tanaka - Montaje - Junichi Uematsu - Director de sonido - Kazuhiro Wakabayashi - Musica - Suguru Matsutani - Productor - Daisuke Konaka, Noriko Ozaki (Fuji TV) y Tetsuya Nakatake - Animación - Production I.G - Producción - Comité de Producción de Usagi Drop (Tōhō, Fuji Television, Sony Music Entertainment Japan, Dentsu, Production I.G. y Shodensha) |

#### Lista de capítulos
- 1 La Chica Campanilla
- 2 Promesa de Meñiques
- 3 La decisión de Daikichi
- 4 Carta
- 5 Daikichi debe quedarse como Daikichi
- 6 Mi árbol
- 7 Abandonando el hogar en secreto
- 8 Preciadas para el abuelo
- 9 Llegó un tifón
- 10 Gastroenteritis
- 11 El primer paso

Lista de especiales u «OVAS»
- 1 Acuario de Hojas
- 2 Para Santa Claus
- 3 Florecer en el cielo
- 4 De Vuelta a Casa

#### Música
Tema de apertura Sweet Drops
Letras y Composición - Yohko Suzuki / Intérprete - Puffy AmiYumi
Tema de cierre "High High High"
Letras y Composición - Tatsuhiro Murayama / Arreglos - Kasarinchu & Noboru Kinjimachi / Intérprete - Kasarinchu